# Paweł Boczkowski
Paweł Boczkowski (ur. przed 1860, zm. 1905) – polski drzeworytnik działający w Warszawie w latach 1876–1901.
Zamieszczał swoje prace w "Tygodniku Ilustrowanym" w latach 1876-1889, oraz w "Biesiadzie Literackiej" i "Kłosach"; ilustrował także książki. Rytował m.in. dla Michała Andriollego (Pod figurą, Przy okienku, Balladyna), Apoloniusza Kędzierskiego (Podróż romantyczna, Dożynki), Władysława Szernera (Targ w małym miasteczku, Lisowczyk).

## Galeria wybranych drzeworytów

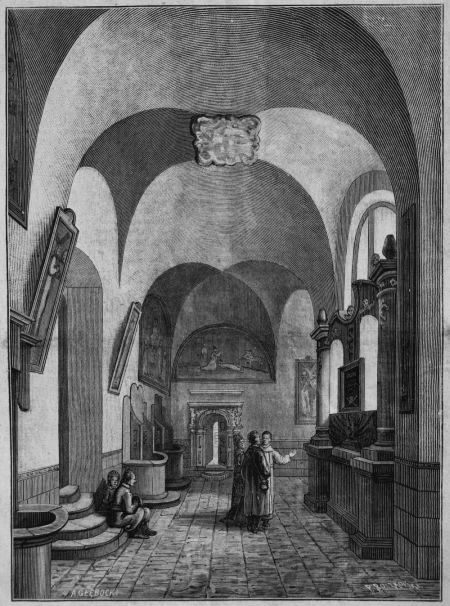
Miejsce chowania kości na Jasnej Górze w Częstochowie, 1881
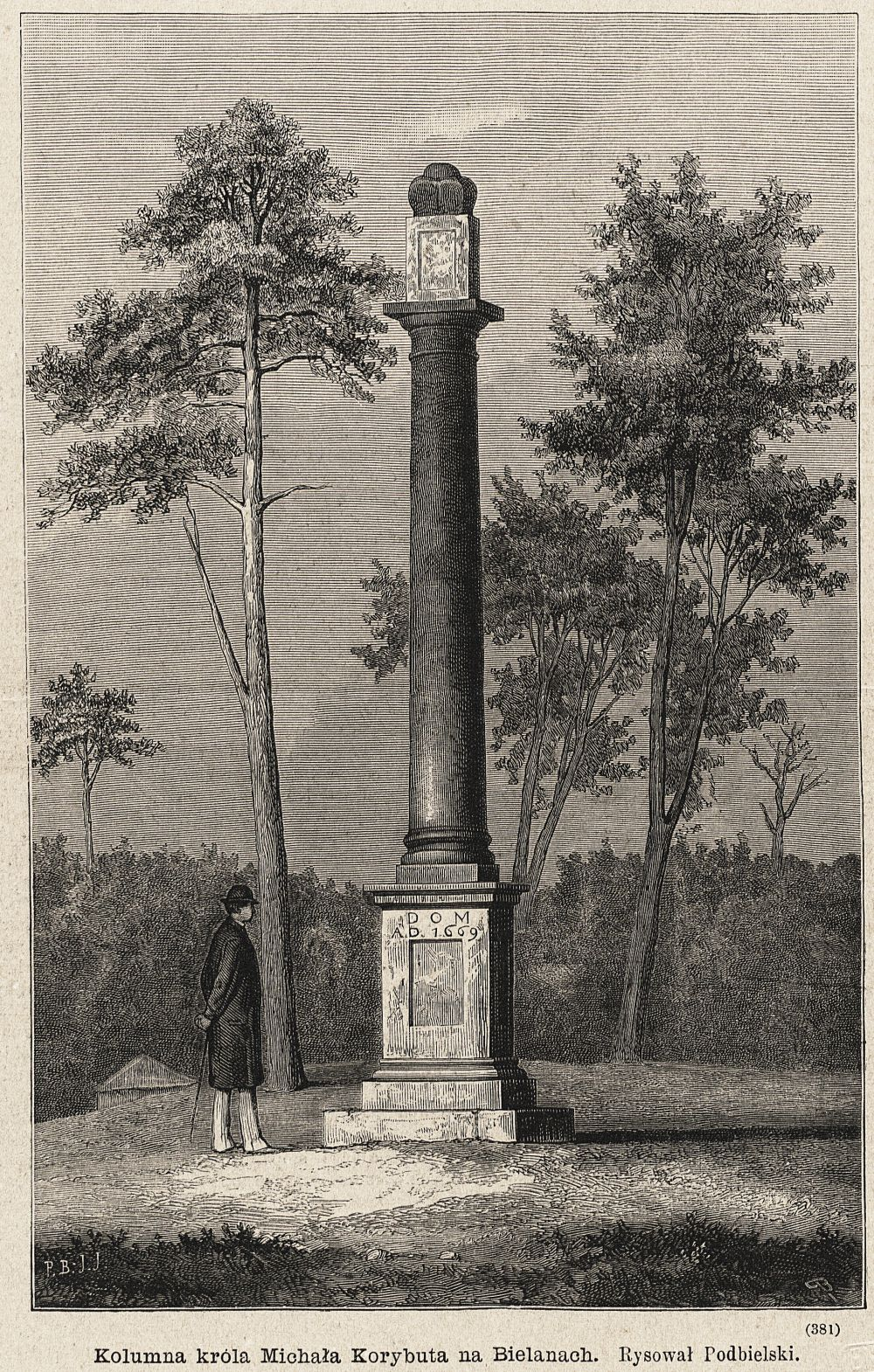
Kolumna króla Michała Korybuta na Bielanach, 1884
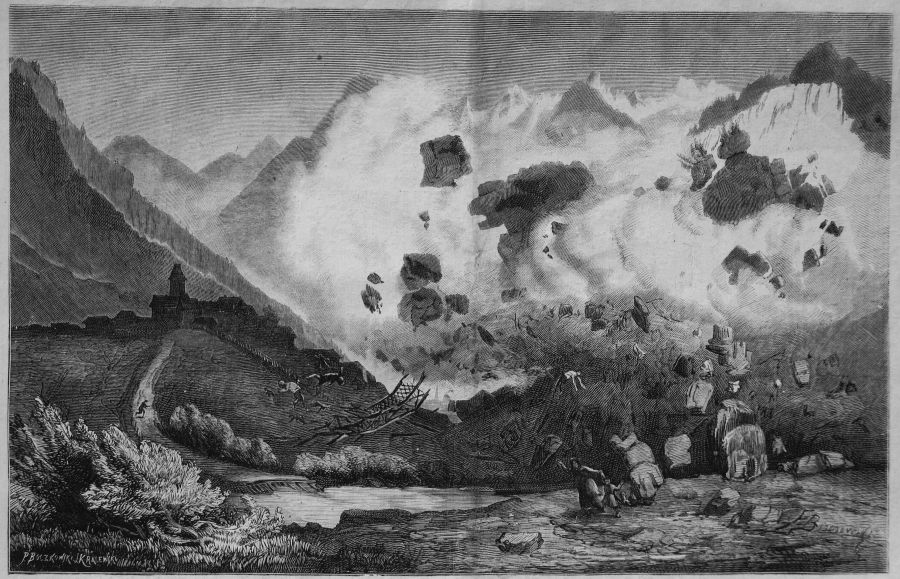
Górozwał we wsi Elm w Szwajcarii, 1881
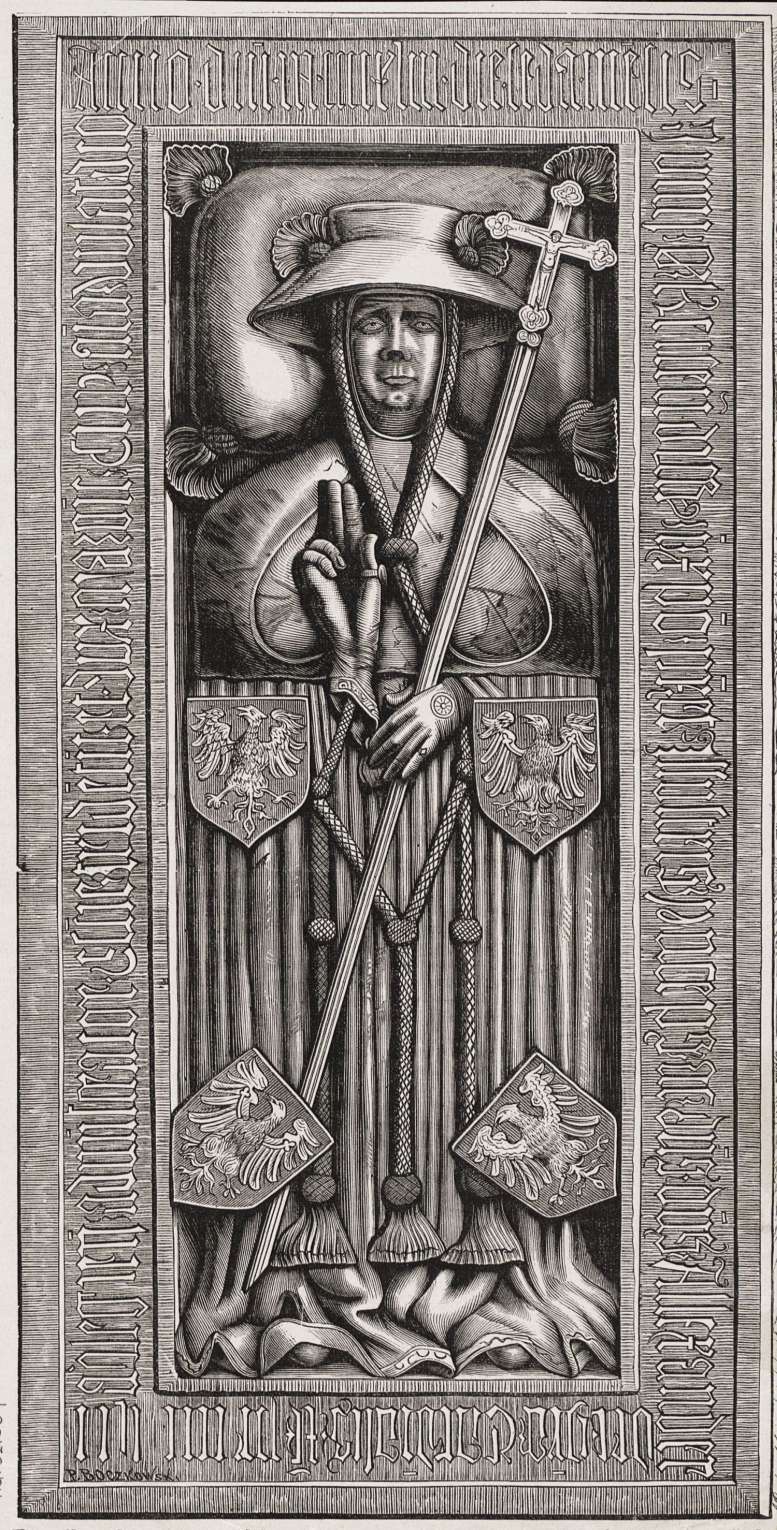
Pomnik grobowy księcia Aleksandra mazowieckiego w kościele św. Szczepana w Wiedniu, 1878
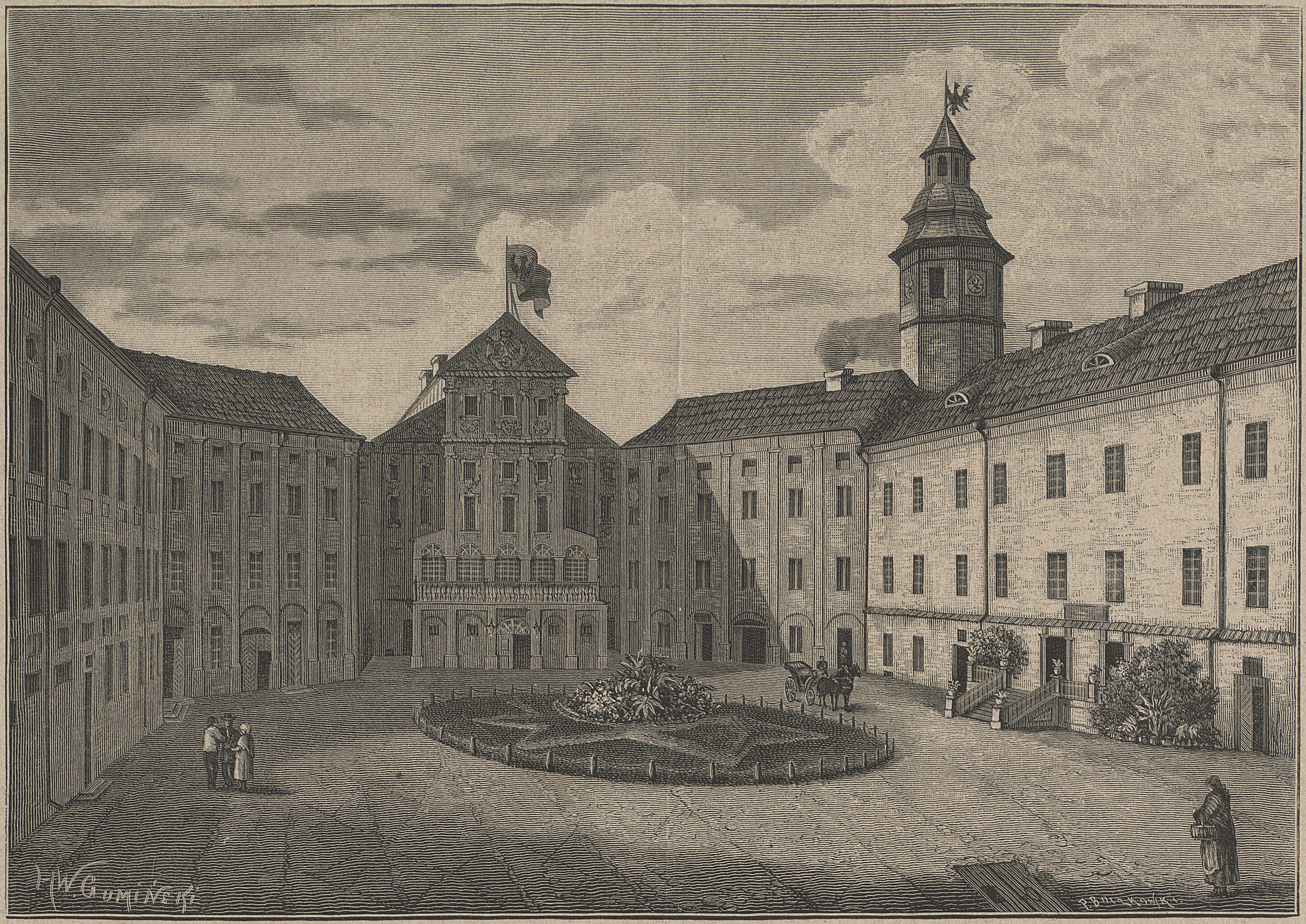
Zamek w Nieświeżu, 1882
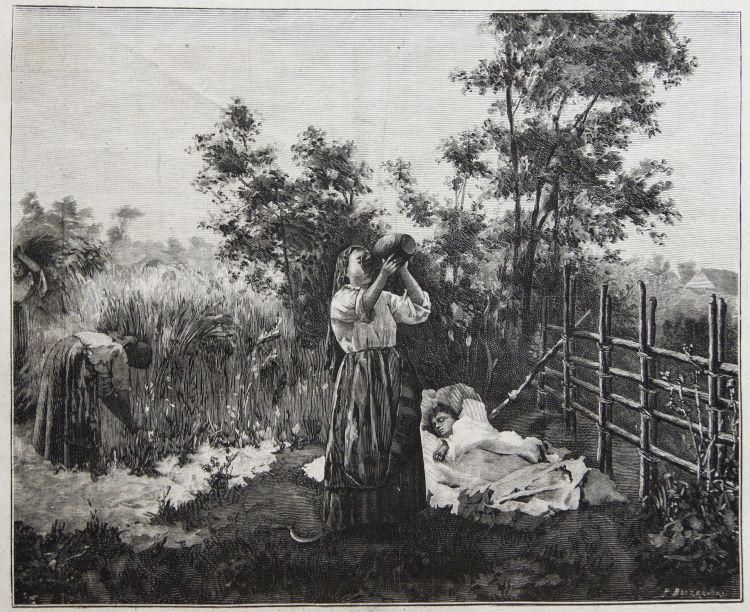
W pocie czoła, 1882